# Halloy (Oise)
Pour les articles homonymes, voir Halloy.
Halloy est une commune française située dans le département de l'Oise, en région Hauts-de-France.

## Géographie

### Localisation

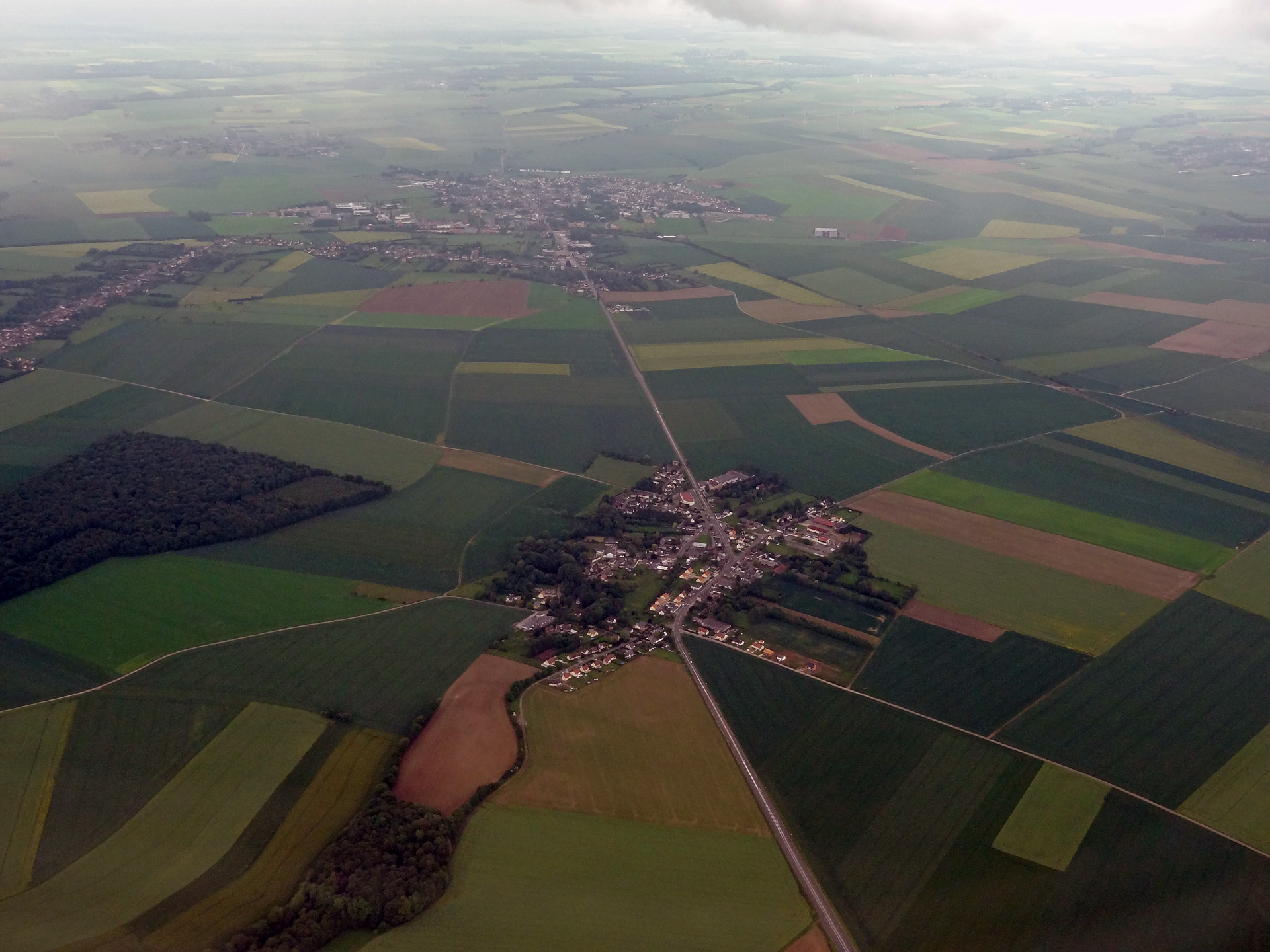
Vue aérienne de Thieuloy-Saint-Antoine au premier plan, Halloy puis Grandvilliers au second plan.

Halloy est un village rural picard  du Plateau picard, situé en continuité du tissu urbain de Grandvilliers. Le tracé initial de l'ex-RN 1 (actuelle RD 901) constitue l'une des  deux rues principales du village.
Louis Graves décrit Halloy  en 1840 comme étant une « petite commune à territoire plane, découvert, à périmètre irrégulier. Le chef-lieu, rapproché de la limite nord, forme une seule rue large, bien alignée , coupée par huit mares, longue de douze cents mètres».

### Communes limitrophes
Les communes limitrophes sont Briot, Cempuis, Grandvilliers et Thieuloy-Saint-Antoine.
|       | Grandvilliers          |         |
| Briot | Halloy                 | Cempuis |
|       | Thieuloy-Saint-Antoine |         |

### Hydrographie
La commune est traversée par la ligne de partage des eaux entre les bassins hydrographiques Artois-Picardie et Seine-Normandie. Elle n'est drainée par aucun cours d'eau.

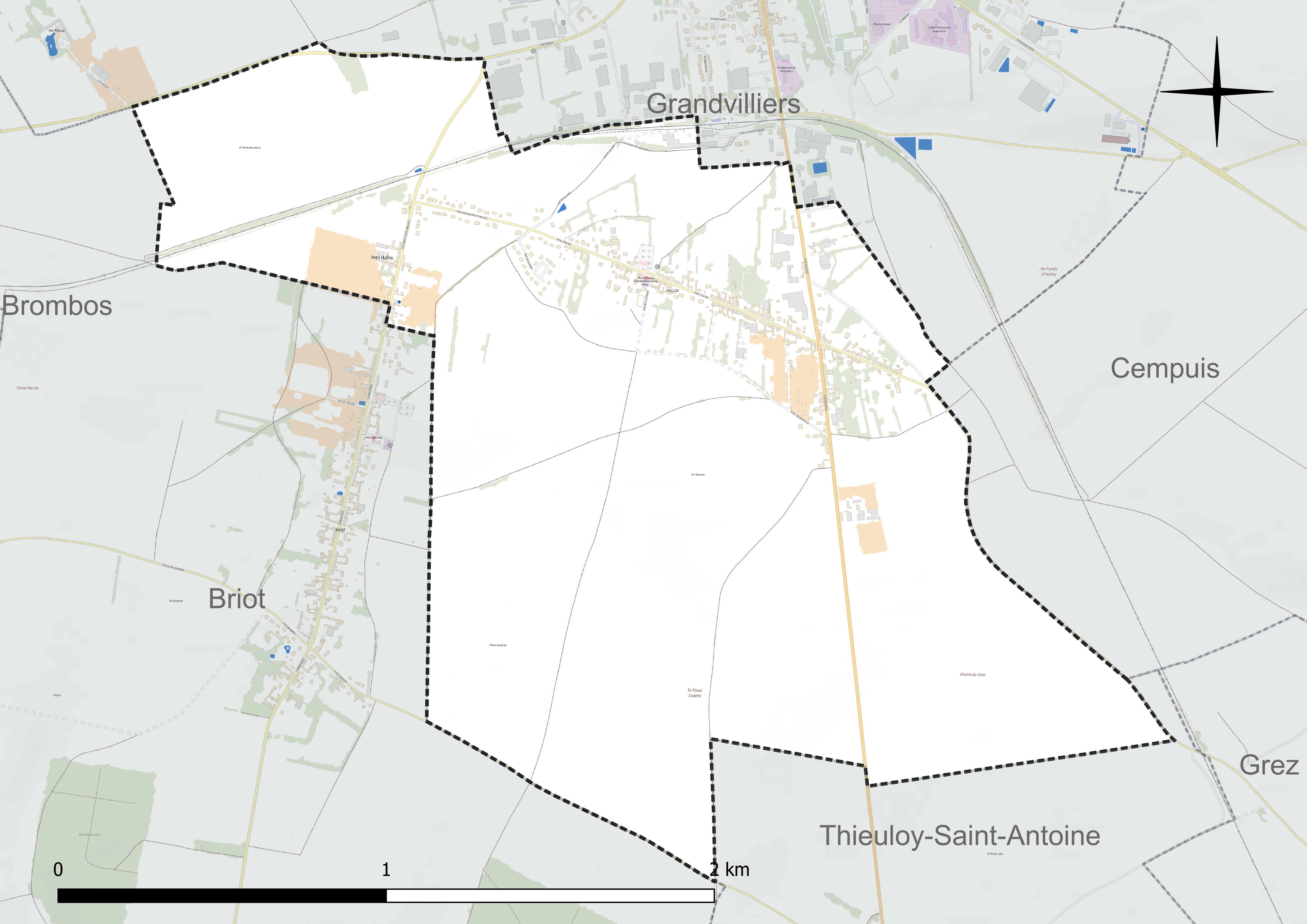
Réseau hydrographique de Halloy.

### Climat
Pour des articles plus généraux, voir Climat des Hauts-de-France et Climat de l'Oise.
En 2010, le climat de la commune est de type climat océanique dégradé des plaines du Centre et du Nord, selon une étude du CNRS s'appuyant sur une série de données couvrant la période 1971-2000. En 2020, Météo-France publie une typologie des climats de la France métropolitaine dans laquelle la commune est exposée à un climat océanique et est dans la région climatique Côtes de la Manche orientale, caractérisée par un faible ensoleillement (1 550 h/an) ; forte humidité de l'air (plus de 20 h/jour avec humidité relative > 80 % en hiver), vents forts fréquents.
Pour la période 1971-2000, la température annuelle moyenne est de 9,7 °C, avec une amplitude thermique annuelle de 14,5 °C. Le cumul annuel moyen de précipitations est de 826 mm, avec 12,4 jours de précipitations en janvier et 8,9 jours en juillet. Pour la période 1991-2020, la température moyenne annuelle observée sur la station météorologique la plus proche, située sur la commune de Saint-Arnoult à 9 km à vol d'oiseau, est de 10,4 °C et le cumul annuel moyen de précipitations est de 797,2 mm,. Pour l'avenir, les paramètres climatiques de la commune estimés pour 2050 selon différents scénarios d'émission de gaz à effet de serre sont consultables sur un site dédié publié par Météo-France en novembre 2022.

## Urbanisme

### Typologie
Au 1er janvier 2024, Halloy est catégorisée commune rurale à habitat dispersé, selon la nouvelle grille communale de densité à sept niveaux définie par l'Insee en 2022.
Elle appartient à l'unité urbaine de Grandvilliers, une agglomération intra-départementale regroupant trois  communes, dont elle est une commune de la banlieue,,. Par ailleurs la commune fait partie de l'aire d'attraction de Beauvais, dont elle est une commune de la couronne,. Cette aire, qui regroupe 162 communes, est catégorisée dans les aires de 50 000 à moins de 200 000 habitants,.

### Occupation des sols

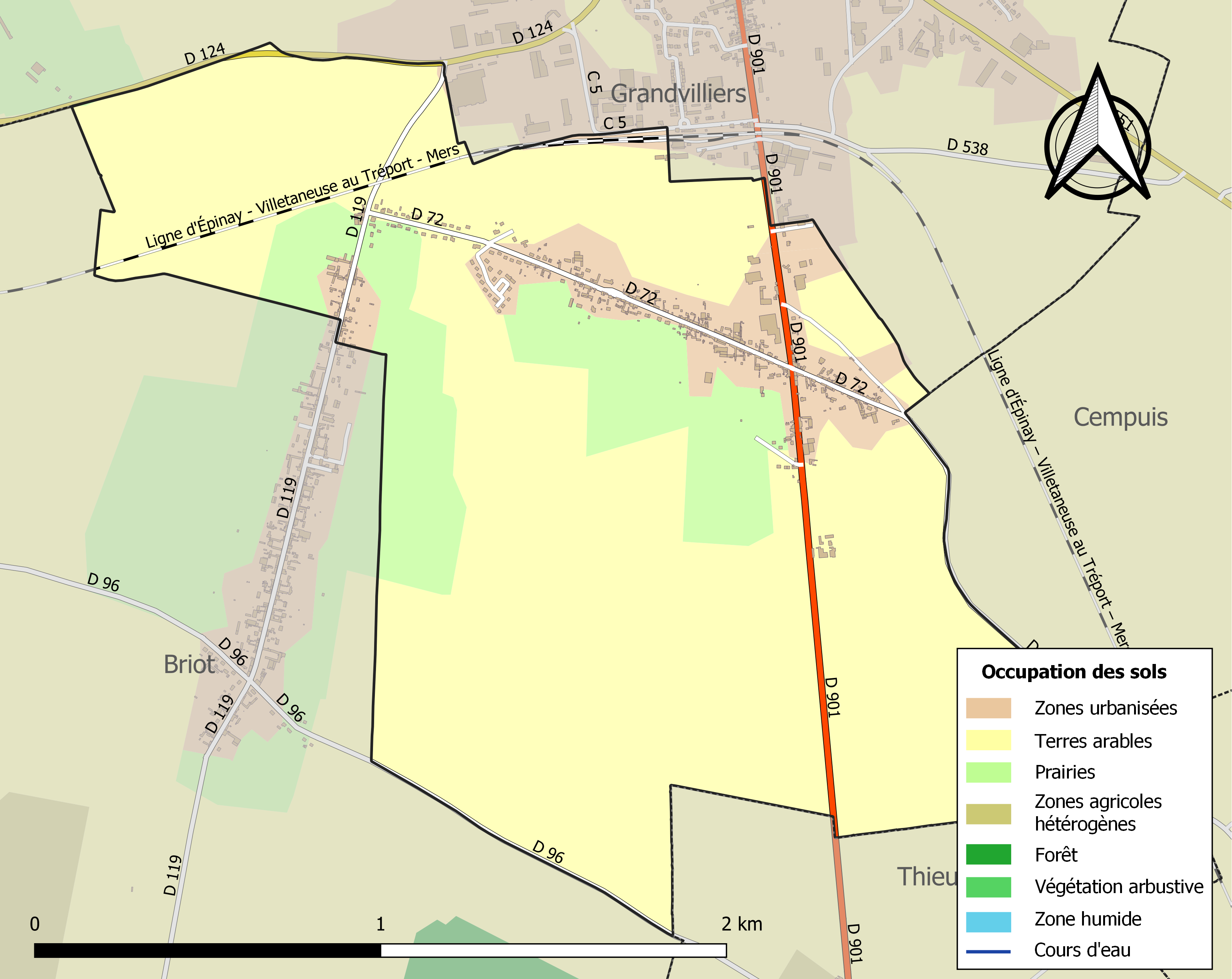
Carte des infrastructures et de l'occupation des sols de la commune en 2018 (CLC).

L'occupation des sols de la commune, telle qu'elle ressort de la base de données européenne d'occupation biophysique des sols Corine Land Cover (CLC), est marquée par l'importance des territoires agricoles (90,8 % en 2018), une proportion sensiblement équivalente à celle de 1990 (91,3 %). La répartition détaillée en 2018 est la suivante : 
terres arables (77,1 %), prairies (13,7 %), zones urbanisées (8,7 %), zones industrielles ou commerciales et réseaux de communication (0,5 %). L'évolution de l'occupation des sols de la commune et de ses infrastructures peut être observée sur les différentes représentations cartographiques du territoire : la carte de Cassini (XVIIIe siècle), la carte d'état-major (1820-1866) et les cartes ou photos aériennes de l'IGN pour la période actuelle (1950 à aujourd'hui).

### Morphologie urbaine
Halloy est un village-rue implanté le long de la RD 72, et le long de l'ancienne route nationale 1, où il est en continuité de l'agglomération de Grandvilliers, avec qui il partage le terrain de la gare de Grandvilliers.

### Lieux-dits, hameaux et écarts
La commune compte un hameau, le Petit-Halloy, en légère discontinuité et à l'ouest du village, le long de la RD 119. Le Petit Halloy jouxte le village de Briot.

### Habitat et logement
En 2018, le nombre total de logements dans la commune était de 219, alors qu'il était de 210 en 2013 et de 205 en 2008.
Parmi ces logements, 88,6 % étaient des résidences principales, 1,8 % des résidences secondaires et 9,6 % des logements vacants. Ces logements étaient pour 92,2 % d'entre eux des maisons individuelles et pour 7,3 % des appartements.
Le tableau ci-dessous présente la typologie des logements à Halloy en 2018 en comparaison avec celle de l'Oise et de la France entière. Une caractéristique marquante du parc de logements est ainsi une proportion de résidences secondaires et logements occasionnels (1,8 %) inférieure à celle du département (2,5 %) et à celle de la France entière (9,7 %). Concernant le statut d'occupation de ces logements, 81,4 % des habitants de la commune sont propriétaires de leur logement (85,9 % en 2013), contre 61,4 % pour l'Oise et 57,5 % pour la France entière.
| Typologie                                               | Halloy | Oise | France entière |
| ------------------------------------------------------- | ------ | ---- | -------------- |
| Résidences principales (en %)                           | 88,6   | 90,4 | 82,1           |
| Résidences secondaires et logements occasionnels (en %) | 1,8    | 2,5  | 9,7            |
| Logements vacants (en %)                                | 9,6    | 7,1  | 8,2            |

### Voies de communication et transports
Halloy est desservie par la gare de Grandvilliers, dont une partie des installations se trouve dans la commune, située  sur la ligne d'Épinay - Villetaneuse au Tréport - Mers et ou circulent les trains TER Hauts-de-France entre Beauvais et Abancourt ou Le Tréport-Mers.
La commune est desservie, en 2023, par les lignes 6103 et 6152 du réseau interurbain de l'Oise.

## Toponymie
La localité a été connue sous les noms de Haloy, Haloi en 1255 (Halloas , Halloyum, Haleiam en 1145, Haletum, Halerum , Hallovillare)
La commune a été instituée par la Révolution française sous le nom de Halloy en 1793, puis Hallois en 1801, avant de reprendre son orthographe actuelle de Halloy.
Ce toponyme normand et picard aux consonances germaniques semble désigner un lieu où pousse le noisetier (allemand hasel ou Hasal).

## Histoire

### Moyen Âge
La moitié de la seigneurie de Halloy a été donnée à l'abbaye de Lannoy  en 1143  par Robert de Hétomesnil et Beauregard de Poix. L'abbaye Saint-Lucien de Beauvais devient propriétaire de l'autre moitié en 1255 en l'échangeant auprès de Jean de Grosserve contre une redevance de blé à retirer de sa grange de Grandvilliers.
Le village a été une création de l'abbaye de Lannoy, qui y avait installé des métayers et en leur accordant certains privilèges. L'abbé Jean II (1280-1309) y fit construire une église et obtint en 1307 son élévation à la qualité d'église paroissiale.

### Époque contemporaine
En 1836, le territoire de la ferme des Halleux est détaché de la commune de Halloy, instituée par la Révolution française, pour intégrer celle de Grandvilliers.
A cette époque, la commune est propriétaire d'une école. On y trouve une briqueterie et une grande partie de la population fabrique des bas, ou peigne des laines fines.

## Politique et administration

### Rattachements administratifs
La commune se trouve depuis 1926 dans l'arrondissement de Beauvais du département de l'Oise.
Elle se trouve depuis 1793 dans le  canton de Grandvilliers. Dans le cadre du redécoupage cantonal de 2014 en France, cette circonscription administrative territoriale a disparu, et le canton n'est plus qu'une circonscription électorale.

### Rattachements électoraux
Pour les élections départementales, la commune fait partie depuis 2014 d'un nouveau canton de Grandvilliers, porté de 23 à 101 communes.
Pour l'élection des députés, elle fait partie de la première circonscription de l'Oise.

### Intercommunalité
La commune fait partie de la communauté de communes de la Picardie verte un établissement public de coopération intercommunale (EPCI) à fiscalité propre créé  le 31 décembre 1996, et auquel la commune avait transféré un certain nombre de ses compétences, dans les conditions déterminées par le code général des collectivités territoriales.
Cette communauté de communes a succédé notamment au SIVOM  de Grandvilliers (23 communes, créé le 6 février 1965).

### Liste des maires
| Période                                  | Période                   | Identité        | Étiquette | Qualité                                 |
| ---------------------------------------- | ------------------------- | --------------- | --------- | --------------------------------------- |
| Les données manquantes sont à compléter. |                           |                 |           |                                         |
|                                          |                           |                 |           |                                         |
| avant 1900                               | Après 1801                | M. Dalaporte    |           |                                         |
|                                          |                           |                 |           |                                         |
| 1971                                     | janvier 1984              | André Delamarre |           | Marchand en bestiaux Mort en fonction   |
| 1984                                     | 1992                      | Guy Douchet     |           | Facteur à La poste de Grandvilliers     |
|                                          |                           |                 |           |                                         |
| mars 2001                                | 2008                      | Yvonne Louis    |           |                                         |
| mars 2008                                | En cours (au 6 juin 2023) | Gilles Boyenval |           | Employé Réélu pour le mandat 2020-2026, |

## Équipements et services publics

### Enseignement
Les enfants du village sont scolarisés dans le cadre d'un regroupement pédagogique intercommunal (RPI) qui rassemble  Briot, Brombos, Halloy et Thieuloy-Saint-Antoine. Pour l'année scolaire 2018-2019, l'école du village comprend deux classes pour les enfants du CE1 au CM2, ainsi qu'une cantine et un accueil périscolaire le matin et le soir.

## Population et société

### Démographie

#### Évolution démographique
L'évolution du nombre d'habitants est connue à travers les recensements de la population effectués dans la commune depuis 1793. Pour les communes de moins de 10 000 habitants, une enquête de recensement portant sur toute la population est réalisée tous les cinq ans, les populations de référence des années intermédiaires étant quant à elles estimées par interpolation ou extrapolation. Pour la commune, le premier recensement exhaustif entrant dans le cadre du nouveau dispositif a été réalisé en 2008.

En 2022, la commune comptait 439 habitants, en évolution de −3,3 % par rapport à 2016 (Oise : +0,87 %, France hors Mayotte : +2,11 %).
| 1793 | 1800 | 1806 | 1821 | 1831 | 1836 | 1841 | 1846 | 1851 |
| ---- | ---- | ---- | ---- | ---- | ---- | ---- | ---- | ---- |
| 496  | 444  | 554  | 548  | 654  | 657  | 673  | 697  | 630  |

| 1856 | 1861 | 1866 | 1872 | 1876 | 1881 | 1886 | 1891 | 1896 |
| ---- | ---- | ---- | ---- | ---- | ---- | ---- | ---- | ---- |
| 558  | 578  | 597  | 531  | 490  | 424  | 398  | 389  | 388  |

| 1901 | 1906 | 1911 | 1921 | 1926 | 1931 | 1936 | 1946 | 1954 |
| ---- | ---- | ---- | ---- | ---- | ---- | ---- | ---- | ---- |
| 365  | 330  | 319  | 315  | 313  | 325  | 321  | 356  | 351  |

| 1962 | 1968 | 1975 | 1982 | 1990 | 1999 | 2006 | 2008 | 2013 |
| ---- | ---- | ---- | ---- | ---- | ---- | ---- | ---- | ---- |
| 318  | 340  | 351  | 353  | 395  | 471  | 462  | 460  | 454  |

| 2018 | 2022 | - | - | - | - | - | - | - |
| ---- | ---- | - | - | - | - | - | - | - |
| 451  | 439  | - | - | - | - | - | - | - |

#### Pyramide des âges
La population de la commune est relativement jeune.
En 2018, le taux de personnes d'un âge inférieur à 30 ans s'élève à 33,3 %, soit en dessous de la moyenne départementale (37,3 %). À l'inverse, le taux de personnes d'âge supérieur à 60 ans est de 27,5 % la même année, alors qu'il est de 22,8 % au niveau départemental.
En 2018, la commune comptait 219 hommes pour 232 femmes, soit un taux de 51,44 % de femmes, légèrement supérieur au taux départemental (51,11 %).
Les pyramides des âges de la commune et du département s'établissent comme suit.
| Hommes | Classe d’âge | Femmes |
| ------ | ------------ | ------ |
| 0,9    | 90 ou +      | 1,7    |
| 5,9    | 75-89 ans    | 6,9    |
| 18,7   | 60-74 ans    | 20,7   |
| 25,1   | 45-59 ans    | 23,7   |
| 15,1   | 30-44 ans    | 14,7   |
| 14,2   | 15-29 ans    | 16,4   |
| 20,1   | 0-14 ans     | 15,9   |

| Hommes | Classe d’âge | Femmes |
| ------ | ------------ | ------ |
| 0,5    | 90 ou +      | 1,4    |
| 5,5    | 75-89 ans    | 7,6    |
| 15,6   | 60-74 ans    | 16,3   |
| 20,8   | 45-59 ans    | 20     |
| 19,4   | 30-44 ans    | 19,4   |
| 17,6   | 15-29 ans    | 16,2   |
| 20,6   | 0-14 ans     | 19,1   |

## Économie
La commune, bien que constituant un territoire rural, dispose d'un tissu commercial et artisanal significatif, lié à sa proximité de Grandvilliers et sa situation sur la RD 901,.

## Culture locale et patrimoine

### Lieux et monuments
- L'église Saint-Louis, en brique des XVII e et XVIIIe siècles, composé d'une nef unique suivie d'un chœur terminé par une abside à trois côtés et couverte par une belle charpente en carène du XVI e ou du  XVIIe siècle. Elle contient des fonts baptismaux  de style roman, parfaitement conservés, datant du XI e ou du  XIIe siècle composée d'un socle carré surmonté d'une cuve circulaire flanquée de quatre colonnettes aux angles. En partie supérieure, des masques humains prolongent les colonnettes tandis que les côtés sont décorés d'étoiles gravées en creux[32].
La rénovation de la toiture menée par la municipalité en 2021 s'achève avec la pose d'un nouveau coq en toiture, symbole de la République, le 23 octobre 2021[33].

## Pour approfondir